# Ophisma luteiplaga
Ophisma luteiplaga là một loài bướm đêm trong họ Erebidae.